# Javier Gómez Pioz
Javier Gómez Pioz (Madrid, 1954) es un arquitecto español reconocido a nivel internacional por sus investigaciones sobre arquitectura biónica, al incorporar la biónica en la práctica de la arquitectura y el urbanismo.

## Trayectoria
Gómez Pioz estudió arquitectura en la Escuela Técnica Superior de Arquitectura de Madrid (ETSAM) obteniendo la titulación en 1978. Después estudió un máster en la Universidad de Columbia, Nueva York. Desde 1992 comienza a investigar sobre la incorporación de la biónica al diseño arquitectónico y urbanístico, definiendo la Torre Biónica, un proyecto que se formaliza en 1997 y se presenta en Londres. Las grandes ciudades asiáticas se interesan por la propuesta y desde entonces ha desarrollado múltiples proyectos como las torres Westin en Calcuta, el rascacielos de Kuala Lumpur, Chang Kat Kia Pen, el ayuntamiento en Chengdú, entre otros.
Destacar los proyectos desarrollados en Asia, India, China, Malasia, por el interés que suscitó su Torre Biónica en las grandes metrópolis del continente asiático.
Pioz imparte formación sobre arquitectura biónica en diferentes instituciones, así como conferencias como la impartida en la Schiller International University de Madrid. También escribe artículos y libros que son una referencia sobre la aplicación de la biónica en los desarrollos arquitectónicos y urbanos. Profesor universitario en el Departamento de Ideación Gráfica Arquitectónica de la ETSAM, en la Universidad Politécnica de Madrid (UPM) desde 1989 donde imparte asignaturas de Dibujo, Análisis e Ideación así como “Grafías Híbridas y Biónica” entre otras. Además ha sido profesor invitado en numerosas Universidades internacionales como la Universidad de Columbia en Nueva York durante 2010 a 2011 o la Universidad de Miami en 2009.

### Arquitectura biónica
Todo empezó con un libro que le regaló un librero de la Cuesta de Moyano, 'Iniciación a la biónica', de Litinetski, recién llegado a Madrid de su estancia en Nueva York. La biónica se desarrolla en los años sesenta con fines bélicos, con el objetivo de aprender de los mecanismos utilizados por los seres vivos para incorporarlos al diseño industrial. Pioz empezó a investigar cómo integrar esos conocimientos que aporta la biología en el diseño arquitectónico y urbano. En colaboración con equipos multidisciplinares desarrolló el concepto de Torre Biónica que sirvió de base para nuevos proyectos a los que se incorporó las lecciones aprendidas en las investigaciones iniciales. El proyecto de Torre Biónica desarrollado desde 1992 se presentó en 1997 en Londres y posteriormente la ciudad de Shanghai mostró interés, aunque hasta ahora no ha llegado a construirse.
Actualmente muchas instituciones internacionales investigan y estudian la obra de Gómez Pioz, destacar High Rise Buildings Research del Illinois Institute of Technology Chicago o la School of Built Environment en la Universidad de Nottingham. 

## Obras
- Edificio de la embajada de la República Popular China en Arturo Soria (Madrid).[1]
- Torres V en Calcuta, 180 metros de altura. Estructura de las torres sugerida por las espinas de peces. Climatización inspirada en termiteros.
- Club de Tenis Juan Couder, en Aravaca (Madrid).

### Patentes
- 2013 DISPOSITIVO DE PRECALENTAMIENTO DEL AGUA CALIENTE SANITARIA MEDIANTE LA UTILIZACIÓN DE AGUA CALIENTE RESIDUAL, en colaboración con María Rosa Cervera Sardá, Andrés Ruiz de Elvira, María José Ortiz. N.º de solicitud: 0201200581. País de prioridad: ESPAÑA. NºPublicación ES1077767. Fecha expedición 22/04/2013.
- 2013 DISPOSITIVO DE TRANSMISIÓN DE LUZ NATURAL MEDIANTE CONDUCTOS REFRACTANTES Y LENTES DE FRESNEL: TUBERÍAS MODULARES DE FOTONES, en colaboración con Antonio Ruiz de Elvira, María Rosa Cervera Sardá, Andrés Ruiz de Elvira, María José Ortiz. N.º de solicitud: 201200582. País de Prioridad: España; Publicación. ES1078188 Fecha de expedición 17/07/2013.
- 2014 DISPOSITIVO DE CAPTURA DE ENERGÍA SOLAR MEDIANTE BLOQUES DE VIDRIO MOLDEADO MODULARES TRANSLUCIDOS INTEGRABLES EN EDIFICIOS, ESTRUCTURAS Y ELEMENTOS URBANOS, CON FUNCIÓN DE FOTOBIORREACTORES DE ALGAS. En colaboración con Antonio Ruiz de Elvira, María Rosa Cervera Sardá, Andrés Ruiz de Elvira, María José Ortiz.

### Publicaciones
- 1987 Le Corbusier, 1887-1987. Ed. Ministerio de Cultura. Dirección General de Bellas Artes. Centro Nacional de Exposiciones, I.S.B.N.:84.505-6022-5.[7]
- 1993 Hacia la Cuarta Arquitectura. IBEREDICIONES, I.S.B.N.: 84-7916-002-0. Con María Rosa Cervera Sardá.[8]
- 2004 Arquitectura y Biónica I, II, III IV. Diputación Provincial de Cuenca. Departamento de Cultura. 2001, 2002, 2003, 2004 Libros recopilatorios de las lecciones impartidas en los Talleres de Arquitectura y Biónica de Cuenca. Dep. legal n.º:CU-256-2001 - Dep. legal n.º:CU-193-2002 - Dep. legal n.º:CU-171-2003 - Dep. legal n.º:CU-163-2004.
- 2011 Arquitectura y Biónica: Arquitectura + Ingeniería ´Biología. Dip. Provincial de Cuenca. Departamento de Cultura. ISBN: 978-84-92711-84-0.
- 2012 Urbanismo genético y ciudad viva = genetic urbanism & living city.[3]
- 2016 NANO AND BIOTECH BASED MATERIALS FOR ENERGY BUILDING EFFICIENCY. Con María Rosa Cervera Sardá. ISBN: 978-3-319-27503-1 DOI: 10.1007/978-3-319-27505-5_14[9]
- 2018 Bionic Science as a Tool for Innovation in Megacities. Con María Rosa Cervera Sardá y varios autores. ISBN 978-3-319-55854-7; DOI: 10.1007/978-3-319-55855.4.[10]
- 2019 Diccionario Híbrido: Terminología de la Arquitectónica Postmoderna. Munilla-Lería. ISBN. 978-84-949196-1-9.[11]

###### Tesis
- 2004 Diccionario Ilustrado de Terminología Postmoderna. El Lenguaje como Idea de la Arquitectura.[12]

## Reconocimientos
2000 “IAI- Honours Medal” por “Indian Architects Institute Northern Chapter” Bombay, India.
2005  “FAEA- Honours Award” por la “Foundation for Architectural & Environmental Awareness” y “ArchiDesign Perspective” Nueva Delhi, India.
2008 "Golden Global Award" de la Fundación "Spectrum-A+D Magazine" de Singapur 2008 por Investigación en Arquitectura Biónica y Obra Arquitectónica internacional.
2014 “Academic Member AD HONOREN” de la “III Design University”, de Pune, India.